# Samantha Crawford
Samantha Crawford (ur. 18 lutego 1995 w Atlancie) – amerykańska tenisistka, mistrzyni juniorskiego US Open z 2012 roku w grze pojedynczej dziewcząt.

## Kariera tenisowa
Karierę tenisową rozpoczęła w maju 2011, od udziału w turnieju ITF w Carson. Zagrała tam dzięki dzikiej karcie i dotarła do drugiej rundy gry singlowej oraz ćwierćfinału debla. W lipcu 2012 roku, w parze z Madison Keys, wygrała turniej deblowy w Yakimie oraz osiągnęła finał singla, w którym uległa Shelby Rogers.
W sierpniu 2012 pomyślnie przeszła kwalifikacje do wielkoszlemowego US Open, pokonując w nich takie zawodniczki jak: Irina Chromaczowa, Marie-Ève Pelletier oraz Eleni Daniilidu. W fazie głównej turnieju przegrała w pierwszej rundzie z Laurą Robson. Na tych samych zawodach zagrała także w turnieju juniorskim, który wygrała, pokonując w finale Anett Kontaveit.

## Wygrane turnieje rangi ITF
| turnieje z pulą nagród 100 000 $ |
| turnieje z pulą nagród 75 000 $  |
| turnieje z pulą nagród 50 000 $  |
| turnieje z pulą nagród 25 000 $  |
| turnieje z pulą nagród 15 000 $  |
| turnieje z pulą nagród 10 000 $  |

### Gra pojedyncza
|    | Data       | Turniej    | Kat. | ($)    | Naw.   | Finalistka        | Wynik         |
| 1. | 16/11/2015 | Scottsdale | ITF  | 50 000 | twarda | Viktorija Golubic | 6:3, 4:6, 6:2 |

## Finały juniorskich turniejów wielkoszlemowych

### Gra pojedyncza (1)
| Końcowy wynik | Rok  | Turniej | Nawierzchnia | Przeciwniczka   | Wynik finału |
| Zwyciężczyni  | 2012 | US Open | Twarda       | Anett Kontaveit | 7:5, 6:3     |